# Império do Espírito Santo da Serreta

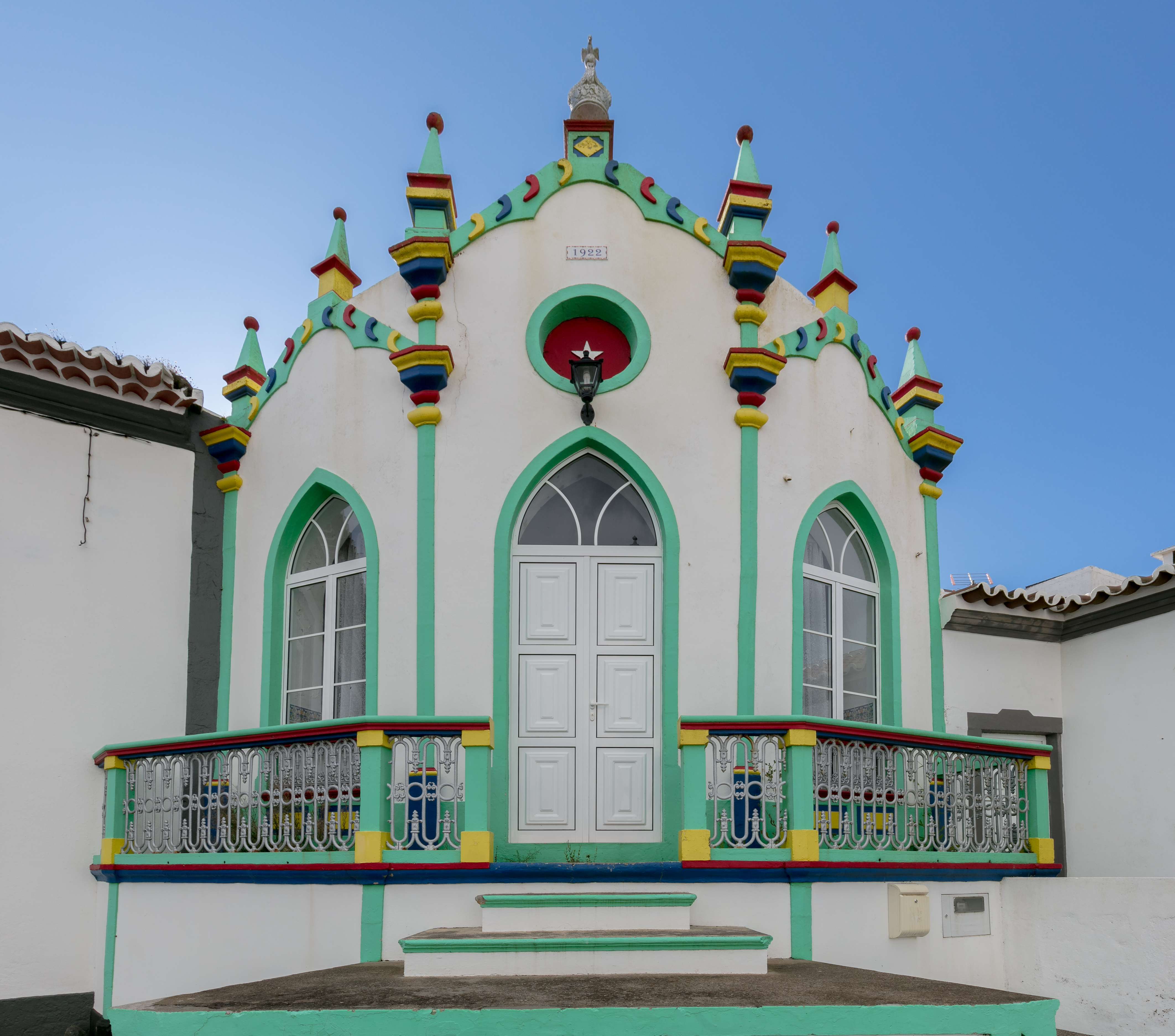
Império da Serreta, Terceira,

O Império do Espírito Santo da Serreta localiza-se na freguesia da Serreta, concelho de Angra do Heroísmo, na ilha Terceira, nos Açores.
É um Império do Espírito Santo fundado no século XX, mais precisamente no ano de 1922.